# エルギス・カチェ
エルギス・カチェ（Ergys Kaçe, 1993年7月8日  - ）は、アルバニア・コルチャ出身の元同国代表サッカー選手。ギリシャ・スーパーリーグ2・カラマタFC所属。ポジションは、ミッドフィールダー（守備的ミッドフィールダー）。

## クラブ経歴
アルバニア・コルチャ州の州都コルチャで生まれ、3歳の時にギリシャに移住した。2005年、PAOKテッサロニキの下部組織に入団。2010年12月、プロ契約を締結。
2011年1月5日開催のパンセライコスFC戦でトップチームデビュー。2010–11シーズンはこの試合以外出場せずU-20チームでの試合に専念した。
2011-12シーズンはアナゲニシ・エパノミFCへレンタルに出された。
2016年、FCヴィクトリア・プルゼニにレンタル移籍。
2020年10月3日、アリス・テッサロニキに2年契約で移籍。

## 代表歴
2011年3月にスロベニアで開催されたU-21アルバニア代表の親善試合4試合に出場した。
2013年7月7日開催の2014 FIFAワールドカップ・ヨーロッパ予選・ノルウェー戦でA代表デビュー。
2013年8月14日開催の親善試合・アルメニア戦で初ゴール。

### ゴール
| No | 開催日        | 会場                         | 対戦国     | スコア | 結果 | 大会     |
| -- | ------------- | ---------------------------- | ---------- | ------ | ---- | -------- |
| 1  | 2013年8月14日 | ケマル・スタファ・スタジアム | アルメニア | 2–0    | 2–0  | 親善試合 |
| 2  | 2015年6月13日 | エルバサン・アレナ           | フランス   | 1–0    | 1–0  | 親善試合 |

## タイトル
PAOK
- キペロ・エラーダス : 2016-17, 2017-18